# Badur II
Badur Xá Jafar ou Badur Xá II (em persa: بهادرشاه ظفر‎) (nascido Mirza Abu Zafar Sirajadim Maomé) (Deli, 24 de outubro de 1775 – Rangum, 7 de novembro de 1862) foi o último imperador mogol. Era o segundo filho de Aquebar II e se tornou o seu sucessor após a morte deste em 28 de setembro de 1837. Como um poeta em urdu, escreveu muitos gazéis e empregou o termo Zafar (tradução: vitória) como parte de seu pseudônimo. Foi um imperador nominal, uma vez que o Império Mogol só existia em documentos e sua autoridade estava limitada apenas à cidade murada da Antiga Deli (Shahjahanbad). Após seu envolvimento na Rebelião Indiana de 1857, os britânicos o exilaram em Rangum, na então Birmânia Britânica (atual Myanmar), após condená-lo por várias acusações.
O pai de Zafar, Aquebar II, havia sido preso pelos britânicos e ele não era a escolha preferida de seu pai para ser seu sucessor. Uma das rainhas do xá Aquebar, Muntaz Begum, pressionou-o a declarar seu filho, Mirza Jahangir, como seu sucessor. Porém, a Companhia das Índias Orientais exilou Jahangir depois que este atacou a residência do administrador colonial britânico Archibald Seton, no Forte Vermelho, abrindo caminho para que Zafar assumisse o trono.

## Governo

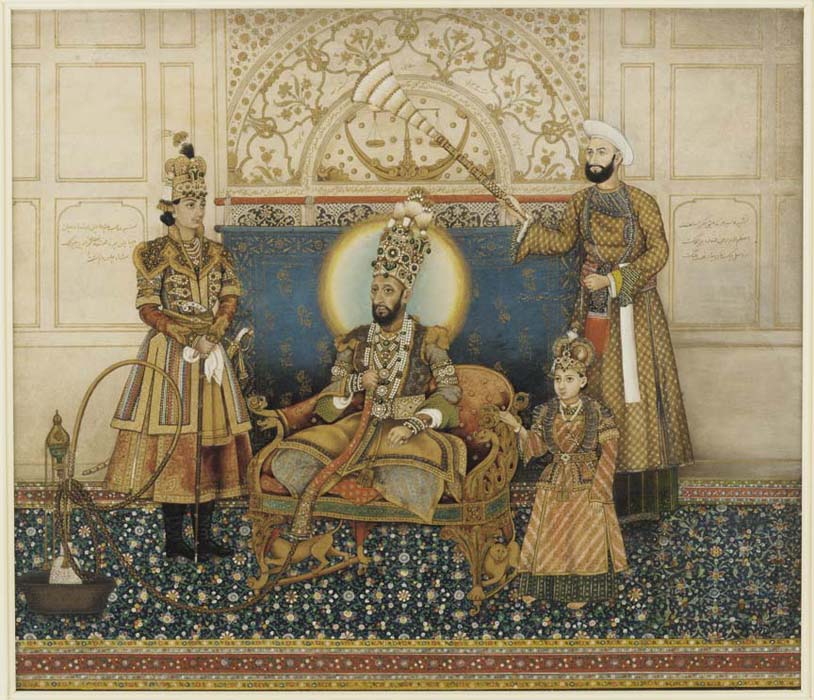
Badur II entronizado.

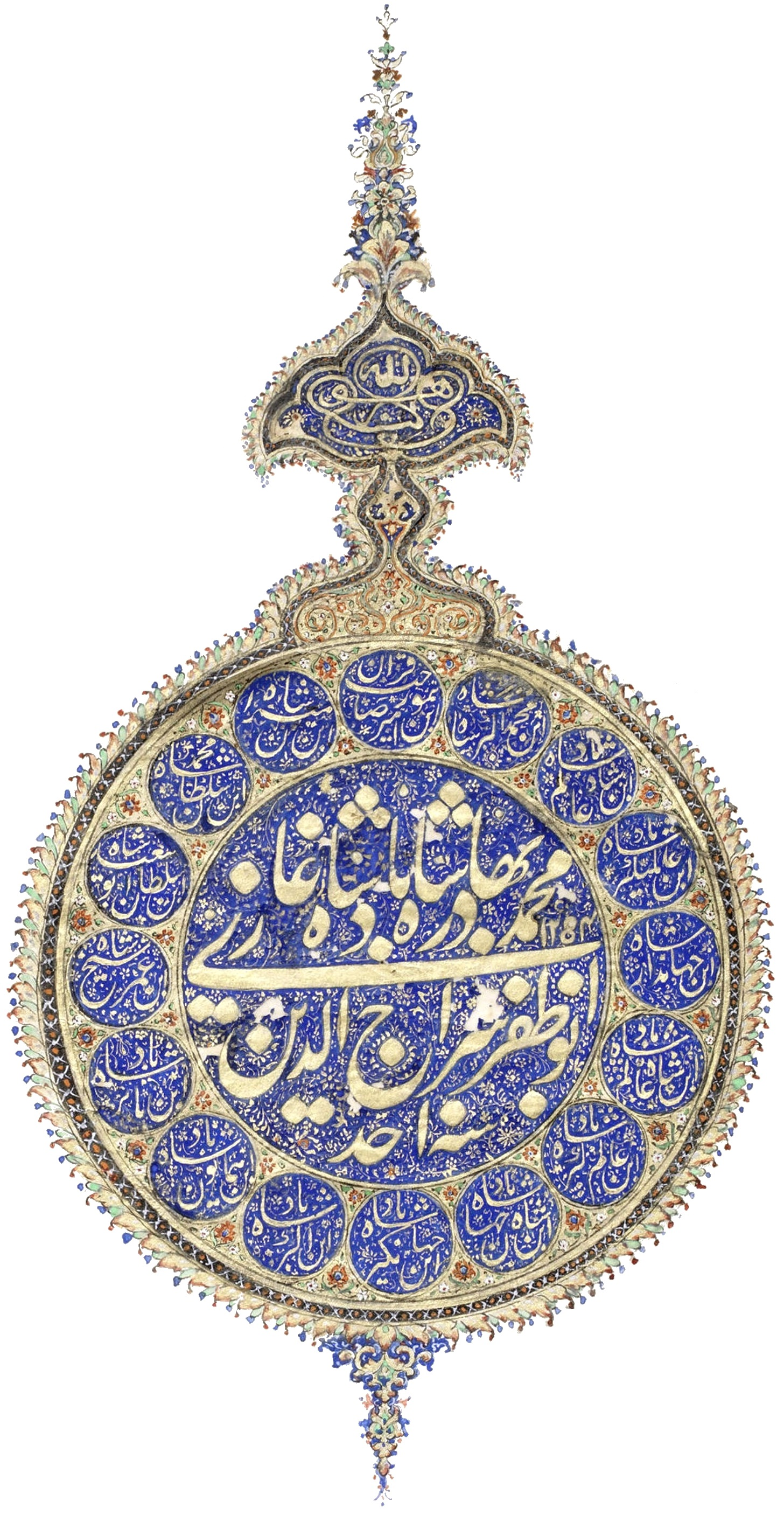
Selo do imperador no primeiro ano do seu governo.

O xá Badur Zafar governou um Império Mogol que, no início do século XIX, foi reduzido apenas à cidade de Deli e ao território circundante até Palam. O Império Marata acabou com o Império Mogol no Decão durante o século XVIII e as regiões da Índia anteriormente sob o domínio mogol foram absorvidas pelos maratas ou declararam independência e se tornaram reinos menores. Os maratas instalaram o xá Alam II no trono em 1772, sob a proteção do general marata Mahadaji Shinde e mantiveram a suserania sobre os assuntos mogol em Deli. A Companhia das Índias Orientais se tornou a potência política e militar dominante na Índia em meados do século XIX. Fora da região controlada pela Companhia, centenas de reinos e principados fragmentaram suas terras. O imperador era respeitado pela Companhia, que lhe dava uma pensão. O imperador permitiu que a Companhia coletasse impostos de Deli e mantivesse uma força militar nela. Zafar nunca teve interesse em governar ou teve qualquer "ambição imperial". Após a Rebelião Indiana de 1857, os britânicos o exilaram de Deli.
Badur Zafar foi um notável poeta em urdu, tendo escrito uma série de gazéis. Embora parte de sua obra tenha sido perdida ou destruída durante a Rebelião Indiana de 1857, uma grande coleção sobreviveu, e foi compilada no Kulliyyat-i-Zafar. A corte que ele mantinha era o lar de vários prolíficos escritores em urdu, incluindo: Mirza Galibe, Daagh Dehlvi, Mumin e Maomé Ibraim Zauque.
Após sua derrota, ele disse:

غازیوں میں بو رھےگی جب تک ایمان کی 
 تخت لندن تک چلےگی تیغ ھندوستان کی
Ghaziyoñ meñ bū rahegī jab tak imān kī
Takht London tak chalegī tegh Hindostān kī.
Enquanto ainda houver um cheiro de fé nos corações dos nossos guerreiros gazis, os sabres do Industão brilharam diante do trono de Londres.

## Rebelião de 1857

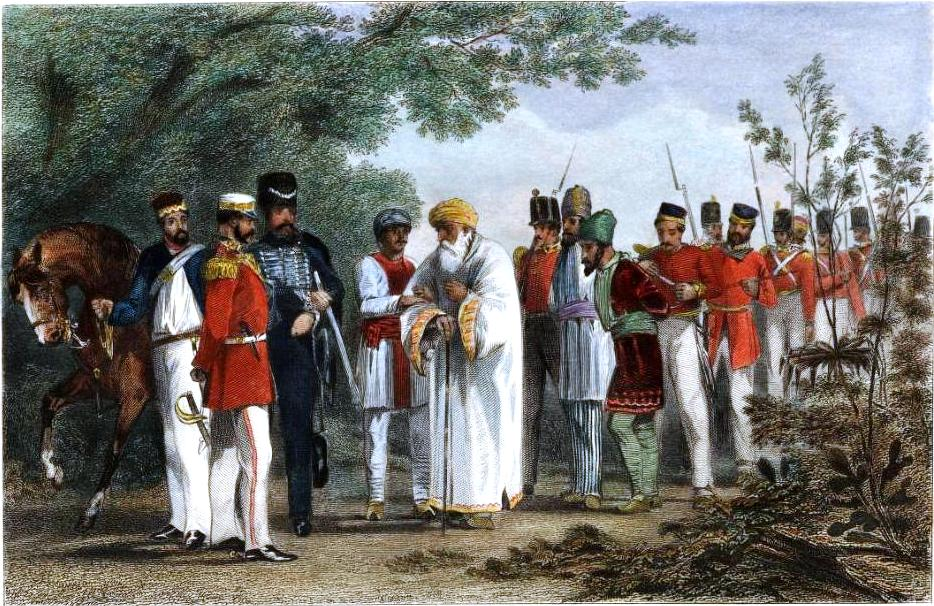
Prisão do imperador e de seus filhos por William Hodson no Túmulo de Humaium em 20 de setembro de 1857

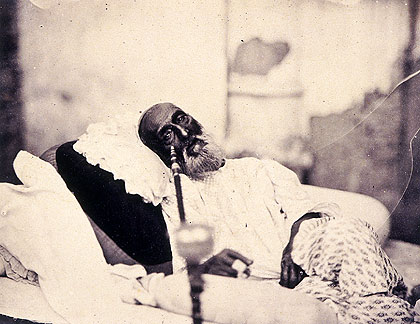
Badur Zafar em 1858, logo após seu julgamento e antes de sua partida para o exílio na Birmânia

À medida que a Rebelião Indiana de 1857 se espalhava, os regimentos de sipais alcançaram a corte mogol em Deli. Por causa das opiniões neutras de Zafar sobre as religiões, muitos reis e regimentos indianos o aceitaram e o declararam como o Imperador da Índia.
Em 12 de maio de 1857, Zafar realizou sua primeira audiência formal em vários anos. Estiveram presente vários sipais que foram descritos como tratando-o "com familiaridade ou desrespeito". Quando os sipais chegaram pela primeira vez à corte de Badur Zafar, ele perguntou por que haviam ido procurá-lo, porque ele não tinha como mantê-los. A conduta de Badur Zafar foi indecisa. No entanto, ele cedeu às exigências dos sipais quando lhe disseram que eles não seriam capazes de vencer a Companhia das Índias Orientais sem ele.
Em 16 de maio, sipais e servos do palácio mataram cinquenta e dois europeus que estavam prisioneiros no palácio e que foram descobertos escondidos na cidade. As execuções ocorreram sob uma figueira em frente ao palácio, apesar dos protestos de Zafar. O objetivo dos algozes que não apoiavam Zafar era implicá-lo nos assassinatos. Depois de se juntar a eles, Badur II assumiu a responsabilidade por todas as ações dos amotinados. Embora consternado com os saques e a desordem, ele deu seu apoio público à rebelião. Posteriormente considerou-se que Badur II não era o responsável direto pelo massacre, mas que ele poderia tê-lo evitado e, portanto, foi considerado culpado durante seu julgamento.
A administração da cidade e seu novo exército de ocupação foram descritos como "caóticos e problemáticos", que funcionavam "a esmo". O imperador nomeou seu filho mais velho, Mirza Mogol, como o comandante-chefe de suas forças. No entanto, Mirza Mogol tinham pouca experiência militar e foi rejeitado pelos sipais. Os sipais não tinham comandante, uma vez que cada regimento recusava-se a aceitar ordens de outras pessoas que não fossem os seus próprios oficiais. A administração de Mirza Mogol não ia além dos limites da cidade. Do lado de fora, os pastores da etnia gurjar começaram a cobrar taxa para aqueles que trafegassem por suas pastagens, e ficou cada vez mais difícil reabastecer a cidade com alimentos.
Durante o Cerco de Deli, quando a vitória dos britânicos se tornou certa, Zafar se refugiou no Túmulo de Humaium, em uma área que ficava, então, nos arredores de Deli. As forças da Companhia das Índias Orientais lideradas pelo major William Stephen Raikes Hodson cercaram o Túmulo e Zafar foi capturado em 20 de setembro de 1857. No dia seguinte, Hodson executou pessoalmente a tiros seus filhos Mirza Mogol e Mirza Khizr Sultão, e o neto Mirza Abu Baquete em Khooni Darwaza, perto do Portão de Deli. O próprio Badur Xá foi levado para o haveli de sua esposa, onde foi tratado com desrespeito por seus captores. Quando recebeu a notícia das execuções de seus filhos e netos, o ex-imperador foi descrito como estando tão chocado e deprimido que não conseguiu reagir.

## Julgamento
O julgamento foi uma consequência do Motim dos Sepais e durou 41 dias, teve 19 audiências, 21 testemunhas e mais de uma centena de documentos em persa e urdu, com suas traduções em inglês, foram produzidos no tribunal. A princípio, sugeriu-se que o julgamento fosse realizado em Calcutá, o lugar onde os diretores da companhia das Índias Orientais costumavam fazer suas sessões em conexão com suas atividades comerciais. Mas, em vez disso, o Forte Vermelho em Deli foi escolhido para o julgamento. Foi o primeiro caso a ser julgado no Forte Vermelho.
Zafar foi julgado e acusado em quatro acusações:
1) Ajudar e encorajar os motins das tropas

2) Encorajar e ajudar diversas pessoas a travar uma guerra contra o Governo Britânico
3) Assumir a soberania do Hindustão

4) Causar e ser cúmplice do assassinato dos cristãos.— Procedimentos do Julgamento de abril de 1858 de Badur Xá Zafar 'Rei de Deli'
No 20.º dia do julgamento, Badur Xá II se defendeu contra essas acusações. Badur Xá, em sua defesa, declarou sua total infelicidade diante da vontade dos sipais. Os sipais aparentemente costumavam afixar seu selo em envelopes vazios, cujo conteúdo ele desconhecia totalmente. Embora o imperador possa ter exagerado sua impotência diante dos sipais, permanece o fato de que os sipais se sentiam poderosos o suficiente para impor condições a qualquer pessoa. O rei poeta de oitenta e dois anos foi perseguido pelos amotinados e não estava inclinado nem era capaz de fornecer uma liderança real. Apesar disso, ele foi o principal acusado no julgamento pela rebelião.
Haquim Assanulá Cã, o confidente de maior confiança de Zafar e ao mesmo tempo seu primeiro-ministro e médico pessoal, insistiu que Zafar não se envolvera na rebelião e se entregou aos britânicos. Mas quando Zafar finalmente fez isso, Haquim Assanulá Cã o traiu ao fornecer evidências contra ele no julgamento em troca de um perdão para si mesmo.
Respeitando as garantias dadas por Hodson por ocasião de sua rendição, Zafar não foi condenado à morte, mas exilado em Rangum, Birmânia. Sua esposa Zeenat Mahal e alguns dos membros restantes da família o acompanharam. Às 4 da manhã do dia 7 de outubro de 1858, Zafar junto com suas esposas, dois filhos restantes começaram sua jornada em direção a Rangum em carroças de bois escoltadas pelo 9.º Lanceiro sob o comando do tenente Ommaney.

## Morte

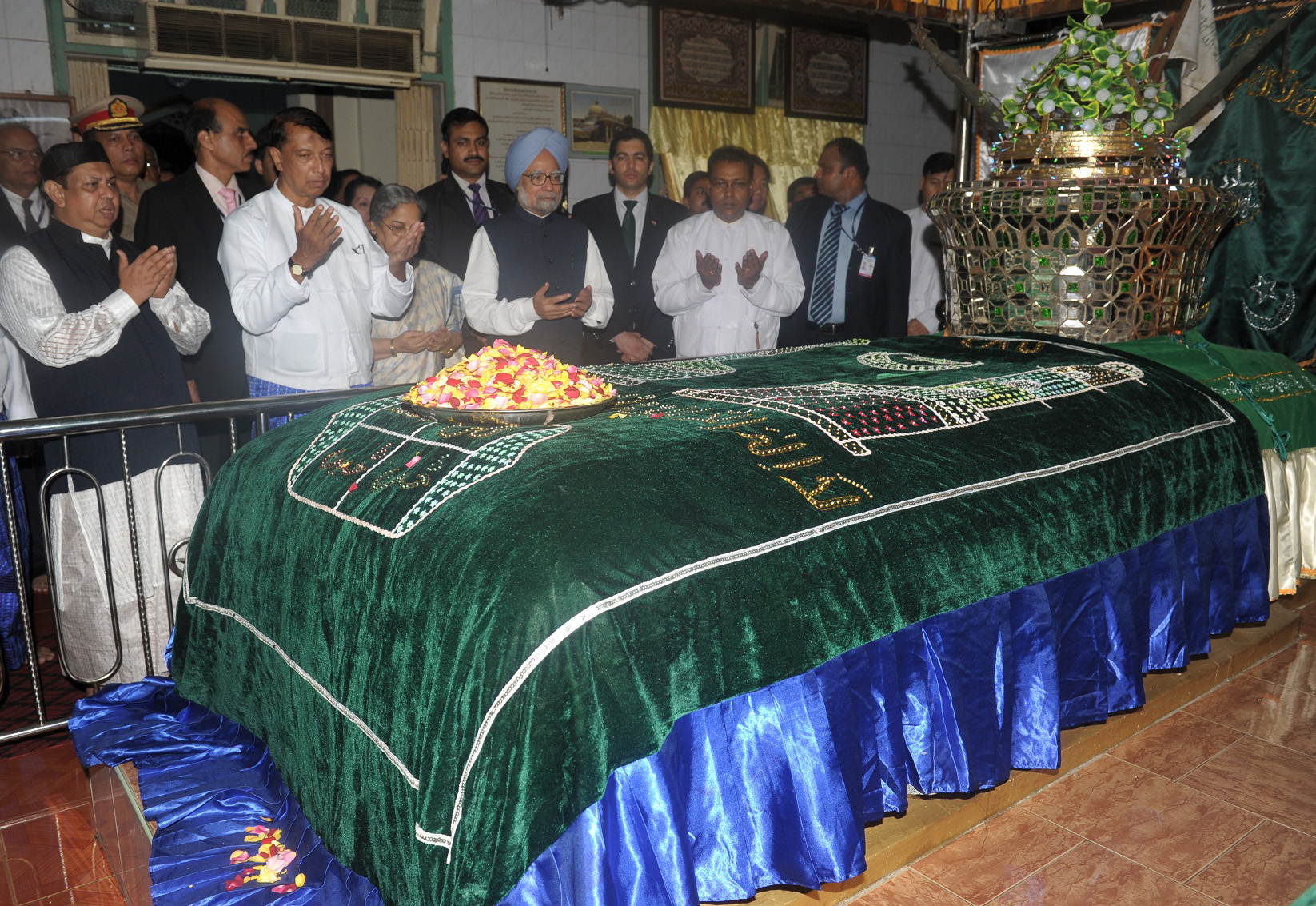
O Primeiro Ministro da Índia Manmohan Singh reza no mausoléu de Badur Xá Zafar, em Yangon, Myanmar

Em 1862, com a idade de 87 anos, ele teria adquirido algumas doenças. Em outubro, sua saúde piorou. Ele era "alimentado na colher com caldo", mas isto ficou também difícil em 3 de novembro. Em 6 de novembro, o comissário britânico H. N. Davies registrou que Zafar "está evidentemente morrendo devido à desidratação e paralisia na região da garganta". Para se preparar para sua morte, Davies ordenou que fossem colocados cal e tijolos e um local selecionado "nos fundos do recinto de Zafar" para seu enterro. Zafar morreu na sexta-feira, 7 de novembro de 1862 às 5 horas da manhã. Zafar foi enterrado às 4 horas da tarde próximo ao pagode Shwe Degon, em Rangum. O santuário de Badur Xá Zafar foi construído no mesmo local após uma reforma de seu túmulo, em 16 de fevereiro de 1991. Davies comentando sobre Zafar, descreveu sua vida como "muito incerta".

## Família e descendentes

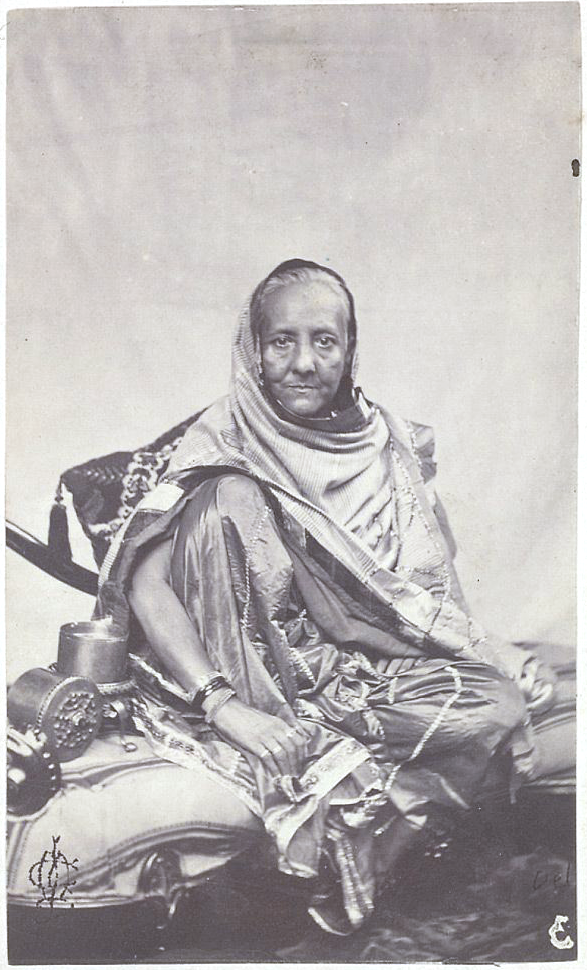
Provável fotografia de Zinate Mahal Begum, sua consorte

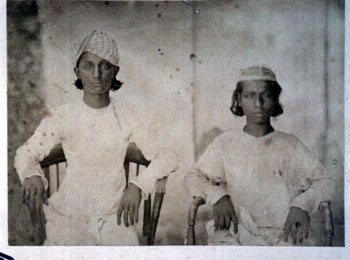
Os filhos de Badur Zafar. À esquerda está Jauã Baquete, e à direira Mirza Abas

Badur Zafar teve quatro esposas e inúmeras concubinas. Suas esposas foram:
- Begum Axerafe Mahal
- Begum Aquetar Mahal
- Begum Zinate Mahal
- Begum Taje Mahal

Ele teve vinte e dois filhos, entre eles:
- Mirza Dara Baquete Mirã (1790–1849)
- Mirza Ruque
- Mirza Fate Almulque Badur[25] (pseudônimo, Mirza Fakhru) (1816–1856)
- Mirza Mogol (1817– 22 de setembro de 1857)
- Mirza Quizer (1834– 22 de setembro de 1857)
- Mirza Abubecre (1837–1857)
- Mirza Jauã Baquete (1841–1884)
- Mirza Quais
- Mirza Abas (1845–1910)

Entre as suas trinta e duas filhas estão:
- Rabeya Begum
- Begum Fatima
- Culsum Zamani Begum
- Raunaque Zamani Begum

Muitos indivíduos afirmam ser descendentes de Badur Xá Zafar, vivendo em lugares por toda a Índia, como Hyderabad, Aurangabad, Delhi, Bhopal, Kolkata, Bihar e Bangalore. No entanto, as reivindicações são frequentemente contestadas.

## Crenças religiosas

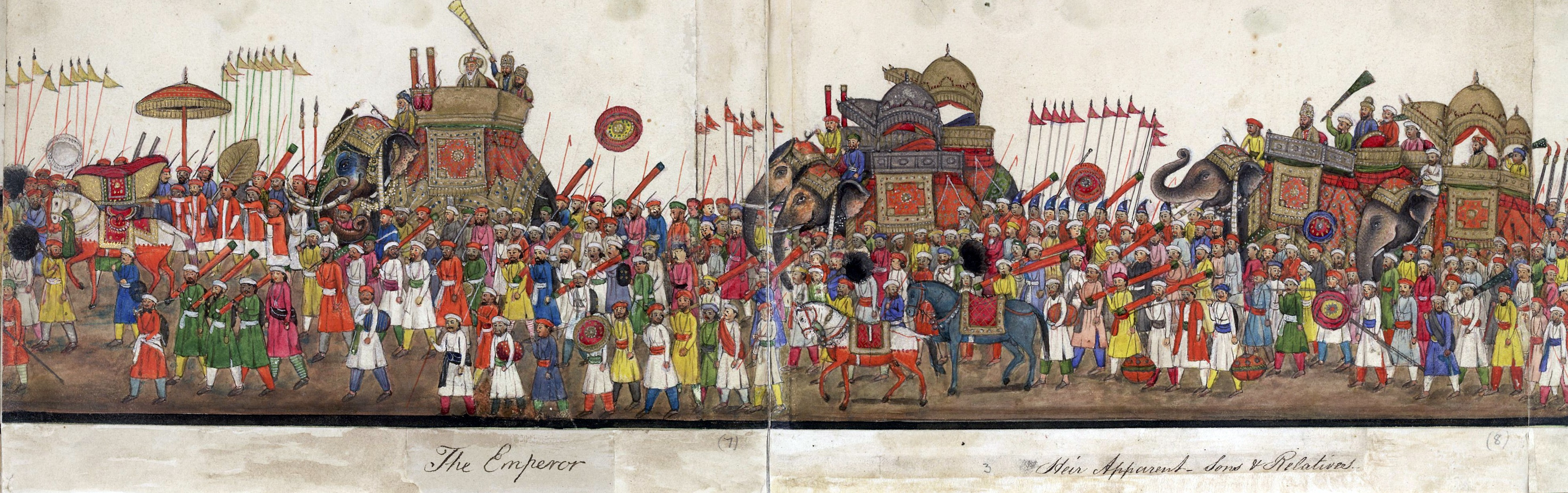
Um panorama que mostra a procissão imperial para celebrar a festa do Eid al-Fitr, com o imperador no elefante à esquerda e seus filhos à direita (24 de outubro de 1843)

Badur Xá Zafar era um devoto sufi. Era considerado um sufi pir e costumava aceitar murids ou alunos. O jornal Delhi Urdu Akhbaar o descreveu como "um dos principais santos da época, aprovado pela corte divina". Antes de sua ascensão ao trono, ele vivia como "um pobre erudito e dervixe", diferindo de seus três irmãos reais , Mirza Jahangir, Salim e Babur. Em 1828, uma década antes de suceder ao trono, o major Archer disse que "Zafar é um homem de figura e estatura esguia, vestido de maneira simples, quase se aproximando da mesquinhez." Sua aparência é a de um indigente munshi ou professor de línguas ".

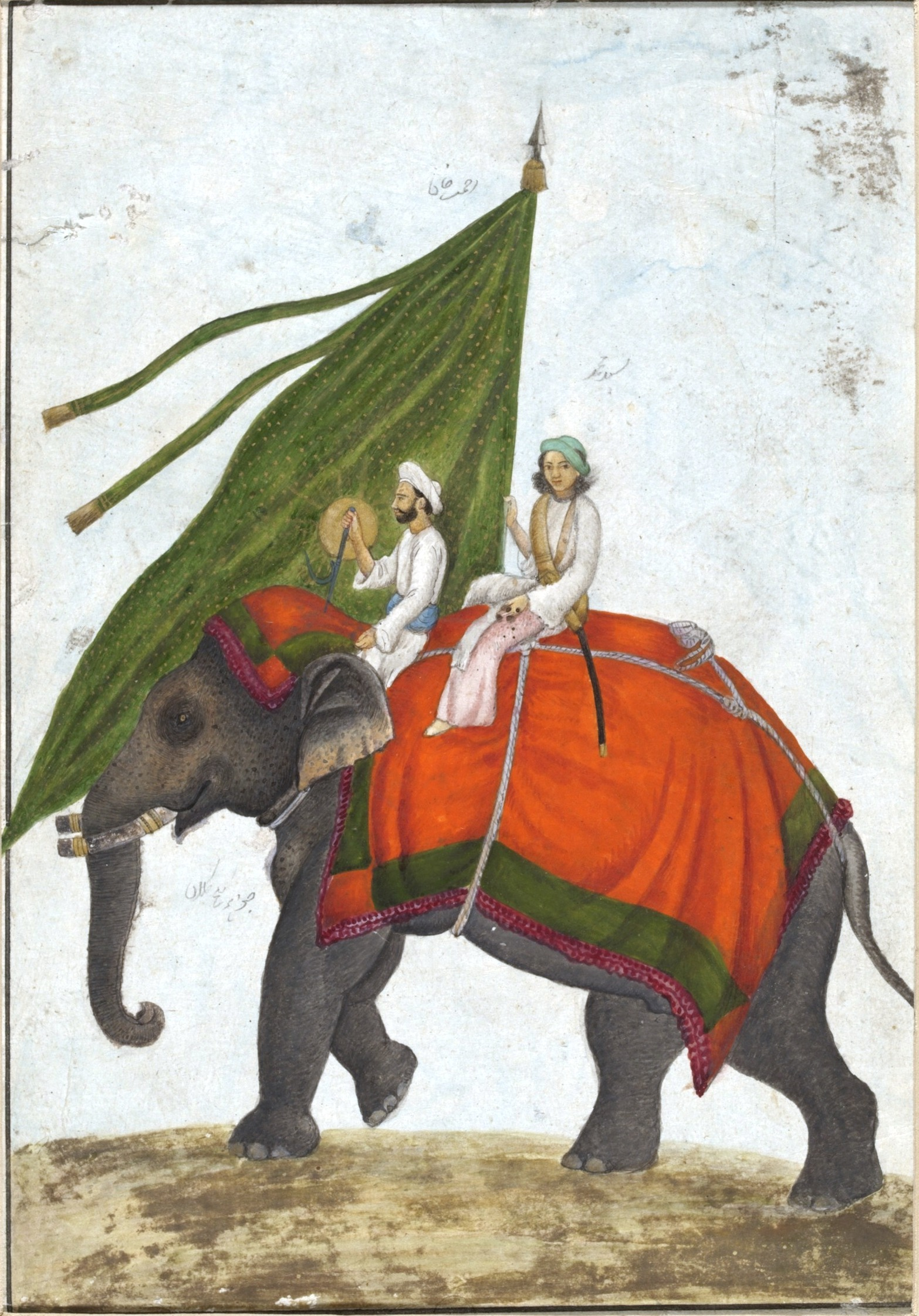
Uma das muitas alam (bandeiras) do Império Mogol

Como poeta, Zafar absorveu as mais altas sutilezas dos ensinamentos místicos sufis. Ele também acreditava no lado mágico e supersticioso do sufismo ortodoxo. Como muitos de seus seguidores, ele acreditava que sua posição como sufi pir e imperador lhe dava poderes espirituais. Em um incidente em que um de seus seguidores foi picado por uma cobra, Zafar tentou curá-lo dando um "selo de Bezoar" (um antídoto de pedra para o veneno) e um pouco de água com a qual ele soprou para que o homem bebesse.
O imperador tinha uma forte crença em ta'aviz ou amuletos, especialmente como um paliativo para sua reclamação constante de hemorroidas, ou para repelir feitiços malignos. Durante um período de doença, ele disse a um grupo de sufis que várias de suas esposas suspeitaram que alguém o tivesse enfeitiçado. Ele solicitou que eles tomassem algumas medidas para remover todas as apreensões deste relato. O grupo escreveu alguns feitiços e pediu ao imperador que os misturasse em água e bebesse, o que o protegeria do mal. Um círculo de pirs, taumaturgos e astrólogos hindus sempre estiveram em contato com o imperador. A conselho deles, ele sacrificava búfalos e camelos, enterrava ovos e prendia supostos magos negros, e usava um anel que curava sua indigestão. Ele também doou vacas para os pobres, elefantes para os santuários sufistas e cavalos para os khadims ou clero da mesquita congregacional.
Em um de seus versos, Zafar afirmou explicitamente que tanto o hinduísmo quanto o islamismo compartilhavam a mesma essência. Esta filosofia foi implementada por sua corte, que incorporou uma cultura mogol hindu-islâmica multicultural.